# Hypostomus pantherinus
Hypostomus pantherinus é uma espécie de peixe da família dos cascudos e da ordem dos siluriformes. Os machos podem alcançar 4,8 cm comprimento. São encontrados na América do Sul, na bacia do rio Madeira, no Brasil.